# دارمناگر
دارمناگر (به انگلیسی: Dharmanagar) یک منطقهٔ مسکونی در هند است که در بخش تریپورای شمالی واقع شده‌است. دارمناگر ۷٫۷۷ کیلومتر مربع مساحت و ۴۵٬۸۸۷ نفر جمعیت دارد و ۲۱ متر بالاتر از سطح دریا واقع شده‌است.